# Educación parvularia en Chile
La educación parvularia en Chile se refiere a la formación pedagógica de niños y niñas en la primera infancia, entendida como un período de transición entre el mundo familiar y el mundo exterior, durante el cual se construye la personalidad a partir de las influencias afectivas del entorno. Esta formación atiende integralmente a niños y niñas desde su nacimiento hasta su entrada a la Educación básica  y es de carácter optativo.
En Chile, los orígenes de la educación parvularia se remontan a mediados del siglo XIX a partir de la influencia de las teorías iniciales de los kindergartens desarrolladas en Europa y traídas al país por delegados enviados a estudiar a dicho continente. Más adelante Domingo Faustino Sarmiento fundó la Escuela normal de preceptores y él mismo llevó a cabo diversos viajes de estudio para conocer y replicar las experiencias internacionales sobre educación parvularia. 
En el año 1864 comenzó a funcionar la primera escuela de párvulos en el departamento de Santiago, la cual estuvo muy influenciada por una visión francesa de la enseñanza. Años después, Valentín Letelier viajó a Alemania e importó el funcionamiento de los kindergartens al país, instaurándose así un modelo pedagógico que tuvo como referente el modelo alemán. Como consecuencia, la educación parvularia se empezó a desarrollar de forma más sistemática, y el 16 de agosto de 1906 se creó el primer kindergarten público, anexado a la Escuela Normal N° 1 de Santiago. 
A partir de la creación de los kindergartens, se comenzaron a impartir cursos de ´maestra de jardín´, la que desde 1944 se convirtió en una carrera universitaria. Recién hacia el año 1999 la educación parvularia tomó más relevancia gracias a la promulgación de la Ley Orgánica Constitucional de Enseñanza,  que posicionó a la educación parvularia como el primer nivel del sistema educacional chileno.

## Orígenes

### Referentes pedagógicos extranjeros
Entre los principales referentes de la educación parvularia en Chile se encuentran mujeres y hombres como Johann Heinrich Pestalozzi, Friedrich Fröebel y María Montessori, quienes impulsaron una visión reformista que veía a niños y niñas como el centro del proceso de enseñanza-aprendizaje. La visión reformista de estos pedagogos produjo cambios importantes en la concepción de la niñez.
Entre los principales aportes de Pestalozzi destacaron: 
1. Consideró el desarrollo de los niños y niñas como un elemento central de la educación.
2. Puso en práctica la organización de experiencias y actividades por medio del juego.
3. Valoró las actividades espontáneas del niño.
4. Enfatizó en la ejercitación de las actividades manuales.
5. Consideró la ejercitación en el dibujo como un medio para perfeccionar progresivamente la mano, lo cual le serviría de base para la escritura.
6. Ejercitó el lenguaje por medio de la conversación sencilla, para después aprender a leer.
7. Destacó la utilidad de los ejercicios corporales combinados con los cantos.
8. Señaló como vital el desenvolvimiento del niño en sus primeros momentos con la familia, en especial con la madre.
9. Le dio importancia a la afectividad desde el mismo momento del nacimiento del niño.
10. Destacó el desarrollo social del niño, primeramente en la familia y posteriormente en la escuela.
11. Consideró importante la creación de instituciones para atender a aquellos niños que eran carentes de recursos económicos.[2]

Por otra parte, la propuesta pedagógica de Fröebel, quien fue aprendiz de Pestalozzi, consistió en el sistema del jardín de la infancia donde el juego es el método principal para el aprendizaje basado en la libertad.
Finalmente, la preocupación educativa principal de Montessori comenzó por los niños considerados mentalmente perturbados. A base de esto elaboró su método, considerado novedoso al basarse en: 
1. El desempeño del profesorado.
2. La existencia de grupos de edades variadas.
3. La selección de las actividades basándose en los intereses o habilidades de niños y niñas.
4. La adecuación según la velocidad de aprendizaje del infante.
5. El uso de material multisensorial para la exploración física.[2]

### La llegada de la educación parvularia a Chile
La educación parvularia en Chile inicia su desarrollo en la segunda mitad del siglo XIX, influenciada por Valentín Letelier quien recomendó al Gobierno del país su implementación luego de un viaje a Berlín donde conoció los jardines infantiles Fröelianos. 
Luego de ello, el Estado Chileno becó a otros profesores para que viajaran a Alemania a conocer el nuevo sistema. Entre ellos se encontraba José Abelardo Núñez, quien se empapó de la pedagogía de Fröebel y tradujo al castellano una obra sumamente importante de aquel educador: "La Educación del Hombre".
Hacia finales de siglo XIX, debido a la influencia europea y estadounidense comenzaron a surgir kindergarteners de carácter privado y subvencionado en el país.

## Primeros kindergartens privados
La compañía de las hijas y hermanas de la caridad era una antigua congregación religiosa creada en Francia y una de las más numerosas del siglo XIX. Dado el reconocimiento que los sectores ilustrados hacían de sus labores de servicio a los más pobres, en el año 1845 fueron traídas desde Francia a Chile con el fin de atender hospitales, dispensarios, orfanatos y algunas escuelas. Sin embargo, a fines del siglo XIX se les dio una nueva labor: el funcionamiento de la primera Escuela de Párvulos del país. 
El 16 de agosto de 1864 Adolfo Larenas Lorca, inspector general de Instrucción Primaria, propuso a Federico Errázuriz Zañartu, ministro de justicia, culto e instrucción, la creación de una escuela especial para niños de tres años en adelante y de ambos sexos, siguiendo el modelo francés implementado por las hermanas de la caridad. La propuesta fue posible gracias a la gran cantidad de vecindarios alrededor del hospicio de Santiago y a la participación de las hermanas de la caridad. 
Además, se estableció que la Educación primaria impartiría la enseñanza de la lectura, escritura, aritmética, geografía y otras asignaturas hasta los ocho años, basándose también en los métodos de enseñanza franceses.
Se estableció que el kindergarten se instalaría en el Hospicio de la ciudad y que, junto con recibir niños internos y externos, se llamaría “Escuela de San Vicente de Paul”.

Así fue como por decreto del Ministerio de justicia, culto e instrucción, el 6 de octubre de 1864 se creó la primera escuela de párvulos chilena, hecho que se señala como tal en un informe oficial del Ministro Federico Errázuriz del año 1865, indicando que: 
Es el primer ensayo que se hace en el país de esta institución moderna en Europa i que con justicia ha obtenido los más merecidos elogios. 
La implementación de los kindergartens privados se concibió como: 
Un ensayo de una institución nueva i del todo desconocida entre nosotros, tomando por modelo, las de la misma especie fundadas en Francia en los últimos años”
La dirección de este primer kindergarten estuvo a cargo de una monja hermana de la caridad y de maestras preceptoras chilenas como Carmen Torres y Emilia Lavin.
Al mismo tiempo, junto a ese primer Kindergarten, comenzaron a surgir algunos ‘’grupos de juegos’’ y otros kindergartens en el sector privado, los que estaban ligados a colonias extranjeras como el jardín infantil  del colegio Santiago College (fundado en 1891) y el jardín infantil del colegio Deutsche Schule (fundado en1898), entre otros.

## Institucionalización de la Educación parvularia
En el año 1904, bajo el gobierno de Germán Riesco Errázuriz, la Asociación Nacional de Educación estableció en su declaración de principios que el sistema nacional de educación empieza por el jardín infantil. Esto, tras una larga discusión acerca de la educación parvularia desarrollada en el Congreso pedagógico de 1902, donde se enfrentaron diversas posturas como la de Ruperto Oroz que defendía la idea de que los niños se educan mejor en sus hogares y la de Francisco Jenschke, quien afirmaba que:
Los niños deben asistir desde los cuatro años al jardín porque esa es precisamente la edad en que se principian a formar los principios morales en el niño i hai que evitar que adquieran malas costumbres, las cuales se arraigan profundamente i es más difícil destruir las malas que inculcarse las buenas
La misma asociación, además, solicitó la creación del curso normal del kindergarten: 
El kindergarten nacional, con el mismo derecho que la Escuela, Liceo i la Universidad, es una parte integrante de todo sistema de educación pública, i así lo han comprendido los Estados Unidos, Alemania, Francia, Japón e Italia. Aparte de estas razones, no olvidemos que sobre todo en nuestros barrios pobres, tendrán en el kindergarten una institución de primera necesidad para empezar la educación de los innumerables niñitos que por su edad no pueden concurrir a la Escuela i que por la extrema indigencia de los padres quedan durante todo el día, abandonados en el conventillo o en la vía pública.
El 16 de agosto de 1906 se creó el primer kindergarten público, anexado a la Escuela Normal N°1 de Santiago, basado en el modelo pedagógico alemán. Al año siguiente, en 1907,  se comenzaron a impartir cursos de ‘’maestras de jardín infantil’’ a los que asistieron profesoras normalistas. El recinto fue dirigido por Leopoldina Maluschka quien se dedicó a preparar personal para introducir en chile un kindergarten fröeliano.

El kindergarten se organizaba de la siguiente forma:
En cada mesa se sentaban 5 niños por lado, atendiendo cada kindergarterina y su ayudante en total a 20 niños. Las actividades partieron con 40 niños del barrio entre tres años y medio y seis años y medio. La maestra era doña Leopoldina con tres ayudantes: Florence Trewhela (18 años), Guillermina Pickering (19 años) y Mercedes Valenzuela (27 años). Al mismo tiempo, 25 alumnas-maestras también asistían a clases. El establecimiento estaba abierto entre 13 y 18 horas.

### Jardines nacionalizados
En 1910, los jardines de infancia se consideraron "nacionalizados" ya que tenían sus propios programas educativos. Adicionalmente, los cursos de maestras infantiles se habían extendido desde Tacna a Punta Arenas. Al mismo tiempo, Maluschka siguió trabajando con especial foco en contribuir a los sectores desfavorecidos, creando el primer kindergarten popular masivo en 1911. Cinco años después, Aída Larraguibel Moreno (una alumna de la carrera de Inglés de la Universidad de Concepción), gracias a un trabajo de investigación conoció el enfoque del sistema Montessori y decidió profundizar más en él, viajando a Buenos Aires donde conoció a su creadora y visitó establecimientos educacionales en los que ya habían aplicado el método. 
Cuando regresó de su viaje intentó buscar oportunidades para aplicar el método Montessori en Chile, sin embargo, no fue mucha la repercusión que este tuvo en Chile en el ámbito estatal. Por el contrario, tuvo una mejor acogida en establecimientos particulares, donde prosperó y adquirió prestigio.

### Creación de la Carrera de Educadoras de Párvulos en la Universidad de Chile
La Universidad de Chile creó en 1944 la Escuela de Educadoras de Párvulos, tomando así el liderazgo en la educación de niños menores de 6 años. Así, la universidad ofreció al país un nuevo concepto de educación parvularia con bases filosóficas, psicosociológicas y pedagógicas. La directora y fundadora de la escuela de párvulos fue Amanda Labarca. 
Ya hacia 1970, la educación parvularia tenía su identidad propia: “se inicia así el periodo fundamental en la universalización de los jardines infantiles. La promulgación de la ley que de manera oficial creaba la JUNJI, en abril de ese año, era el signo de que la infancia pasaba a constituirse en prioridad para Chile”. Luego de la promulgación de la ley de la JUNJI, la educación parvularia como carrera universitaria comenzó a expandirse por todo el país en universidades como la Universidad de Concepción, la Pontificia Universidad Católica de Chile y la Universidad Austral de Chile. 
La educación parvularia cobró mayor importancia cuando en el país se promulgó la ley 19.634 (Loce), transformándose así en el primer nivel del sistema educacional (de carácter no obligatorio) chileno reconocido en la Constitución Política del Estado el año 1999 en virtud de la ley indicada.

## Junta Nacional de Jardines Infantiles
La Junta Nacional de Jardines Infantiles (Junji) es una institución del estado Chileno creada por la ley N°17.301 en 1970 cuyo fin es atender la educación inicial del país.
La principal seña de identidad de Junji es contar con una comunidad educativa que acoge a todos los niños y niñas, independientemente de sus características y condiciones personales,  para no crear un entorno de exclusión y discriminación. Por lo que se brinda un buen trato y enfoque de género, teniendo en cuenta las diferencias de cada niño y niña de Chile. Para ser utilizado como un recurso para involucrar y apoyar el juego, aprendizaje, las relaciones, el desarrollo y la demostración de valores y el potencial de cada persona.
En la actualidad Junji cuenta con un total de 4177 salas cunas y jardines infantiles a lo largo de Chile financiado estatalmente y en la cual 78 son con  financianciamiento privado; 874 jardines privados pero con autorización de JUNJI.

## Fundación Integra
La Fundación Integra en sus comienzos ayudaba a comedores abiertos a entregar alimentos para los niños en centros con el fin de integrar una fuerza educativa; su labor era entregar alimento y formación de hábitos en los niños y niñas y así poder reducir el índice de desnutrición infantil en Chile. Posteriormente deciden querer brindar una educación infantil para familias de bajos recursos. Con esta finalidad entregó a centro educativos abiertos un programa educativo y material didáctico iniciando así una incorporación de educadoras de párvulo haciendo grandes capacitaciones al personal para una mejor atención a los niños y niñas de Chile  todo esto bajo el plan nacional de capacitación. 
Integra crea el “proyecto de desarrollo integral de niños y niñas” que estructura cuatro programas centrales a nivel pedagógico, social, nutricional y solidario. La Fundación Integra se incorpora al programa alimentario nacional en el año 1994 y desarrollan por primera vez veranadas de pehuenche. las veranadas de pehuenche es una actividad entre los meses de enero y abril donde educadoras de integra, familias y niños de la precordillera en la zona de Lonquimay  región de la Araucanía donde se encaminan a la montaña para recolectar piñones, forraje de animales y leña para el invierno. Durante 15 días la educadoras van a este sector para entregar un aprendizaje junto a las familias y la comunidad. En 1996 integran “Jardín sobre Ruedas” donde educadoras van gratuitamente a zonas rurales y urbanas con un difícil acceso, junto con 21 vehículos capacitados para una educación garantizadas, están equipados con materiales pedagógicos recorriendo en todas las comunidades con una baja densidad poblacional y dificultades geográficas que impiden  la implementación de instituciones formales. Y en 1998 “Salto cualitativo en la  capacitación, programa especial de titulación de técnico de nivel superior asistente de educación parvularia”
En la actualidad Fundación Integra es una institución privada y sin fines de lucro. En 2021, Fundación Integra forma parte de todo el territorio chileno integrando a un 92,8% de las regiones del país a través de sus salas cunas, jardines infantiles y modalidades no convencionales siendo estas un total de 1249 salas y atendiendo a un total aproximadamente de 86.640 niños y niñas junto con un total de 25.177 trabajadores y trabajadoras. 
Integró una política de calidad educativa a través de una participación donde la comunidad de Fundación Integra definió que su propósito es garantizar el derecho a una educación parvularia de calidad para todos los niños y niñas en Chile. Donde estas están compuestas por cuatro elementos esenciales: “bienestar y protagonismo de niños y niñas, componentes de educación transformadora, componente de familias y comunidades comprometidas con la educación y componentes de personas y equipos que trabajan por la educación”.
La misión que entrega la Fundación Integra a la comunidad es : “Una Fundación educativa en la que niños y niñas aprenden jugando felices y transforman el mundo, contribuyendo a un Chile más inclusivo, solidario, justo y democrático”. La Visión de Fundación Integra es: “Una Fundación educativa en la que niños y niñas aprenden jugando felices y transforman el mundo, contribuyendo a un Chile más inclusivo, solidario, justo y democrático”.